# Taxiloven
Taxiloven, formelt Bekendtgørelse af lov om taxikørsel m.v., tidligere Hyrevognsloven, er en dansk lov, der regulerer hyrevognsvirksomhed.
Loven opregner bl.a. kravene til hyrevognenes indretning, chaufførernes uddannelse samt hvilke betingelser, der skal være opfyldt for at være taxivognmand og hvilke regler der gælder for tilslutning til et bestillingskontor. I det daglige har kommunalbestyrelsen ansvaret for taxibevillingerne. I Region Hovedstaden (Helsingør Kommune undtaget) er opgaven henlagt til Taxinævnet i Region Hovedstaden. Kommunalbestyrelsen hhv. taxinævnet godkender selskabernes takster, beslutter hvor mange bevilliger, der skal være i kommunen, ligesom den tager stilling til hvorvidt visse geografiske områder i kommunen skal betjenes bedre end andre. 
Taxiloven bygger på, at erhvervet er underlagt en:
- En antalsbegrænsning.
- En kørepligt,
- En tilslutningspligt samt
- En maksimaltakst. Denne indebærer, at hyrevognschaufføren gerne må køre billigere end den af kommunalbestyrelsen godkendte takst, men aldrig dyrere. Oftest er taksten sammensat af et startgebyr, en kilometertakst og en ventetakst.

Hyrevognsloven af 1973 afskaffede adskillelsen mellem lillebiler og almindelige hyrevogne. Den nuværende lov er senest revideret i 1999 og ved den lejlighed gled det gamle navn hyrevogn ud af loven og blev erstattet af det mere internationale navn: Taxi. Ligeledes blev bevilling ændret til tilladelse.